# 徐麒雯
徐麒雯（1983年7月29日—），浙江杭州人，中國大陸女演員，2001级上海戲劇學院表演系畢業。

## 影视作品

### 电视剧
- 2001年 《崛起》 飾 秦清玉
- 2003年 《無憂公主》 飾 玉妃
- 2003年 《飛刀又見飛刀》 飾 上官玉兒
- 2003年 《逆水寒》 飾 息紅玉
- 2004年 《一生為奴》 飾 茗兒
- 2005年 《車神》 飾 藍玲
- 2005年 《美麗分貝》 飾 榮勝男
- 2006年 《精武飛鴻》 飾 黃夕沅
- 2007年 《新還君明珠》 飾 趙玲
- 2007年 《紅顏的歲月》 飾 春梅
- 2008年 《新春去春又回》 飾 雷曉冬
- 2008年 《奇·志》 飾 杜鵑
- 2009年 《新儂本多情》 飾 楊明
- 2009年 《天涯織女》 飾 胡小梅
- 2010年 《國色天香》 飾 溫儀
- 2010年 《七俠五義人間道》 飾 蕭璟
- 2010年 《愛情有點藍》 飾 林達
- 2011年 《宮》 飾 金枝
- 2012年 《像兄妹一樣手拉手》 飾 雷曉曼
- 2012年 《亂世佳人》 飾 徐娜
- 2013年 《獵天狼》 飾 李志敏
- 2014年 《劉海砍樵》 飾 杜鵑
- 2015年 《深宅雪》飾 孟锈锦
- 2015年 《多情江山》 飾 蘭貴妃
- 2019年 《谋圣鬼谷子》(2013年拍攝) 飾 姮娥

### 電影
- 2009年 《1+1=家》 飾 英子
- 2009年 《鬼門關》 飾 葉晚秋
- 2000年 《臥虎藏龍》 飾 倒茶小妹（客串）

## 外部連結
- 徐麒雯的新浪微博